# 383492 Aubert
383492 Aubert è un asteroide della fascia principale. Scoperto nel 2007, presenta un'orbita caratterizzata da un semiasse maggiore pari a 2,3439647 au e da un'eccentricità di 0,1417576, inclinata di 2,16982° rispetto all'eclittica.